# 戴德梁行 (2015年前)

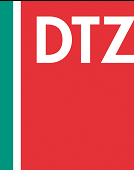
戴德梁行在與Cushman & Wakefield合併前使用的公司商標

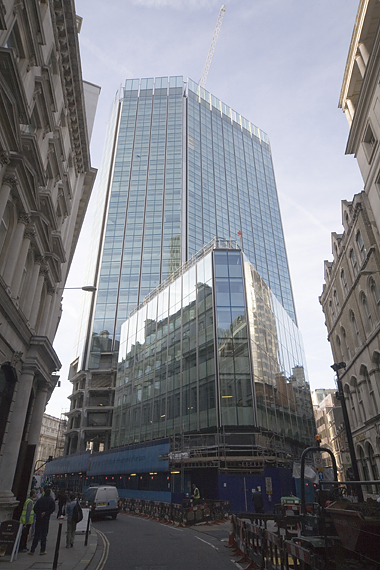
戴德梁行位於倫敦的總部

戴德梁行（Debenham Thouard Zadelhoff、DTZ，倫交所除牌時DTZ.L）是主業為房地產顧問的跨國公司，於1784年在英國伯明罕市創立，創辦人為柴雪·吉卜森（Chesshire Gibson）。總部設於倫敦，僱員11,000人。在45個國家、140個城市，包括歐洲、中東、非洲、亞洲、美洲等設有分支機構。戴德梁行的母公司為DTZ控股（DTZ Holding Inc.），自1987年起是倫敦證券交易所的上市公司。
1999年與新加坡戴玉祥公司及香港梁振英測量師行合併，故此中文命名為「戴德梁行」，當中「戴」是指戴玉祥，「德」則是DTZ音譯，而「梁」則是梁振英。2011年12月5日，DTZ控股被澳洲UGL集团以7750万英镑的价格全面收购。
2007年起，集團亞太區主席由梁振英擔任，其後於2012年中離任，以參選香港特別行政區行政長官。
2014年6月23日TPG資本以12 .15億澳元（約合70 .75億元人民幣）收購戴德梁行。2015年5月11日TPG資本以20億美元收購Cushman & Wakefield，其中包括義大利阿涅利家族（Agnelli Family）旗下的控股公司Exor持有的75%股權。該公司與旗下的戴德粱行合併成全球最大的房地產服務公司，合併後將會以Cushman & Wakefield作為新公司的品牌。
2017年2月6日戴德梁行宣布，從即日起，大中華區將統一使用Cushman & Wakefield作為公司唯一英文名稱，與全球同步，在大中華地區則繼續使用「戴德梁行」作為公司的中文名稱。

## 腳注
1. ↑  . 《香港經濟日報》. 2011-12-06  [2011-12-09]. （原始内容存档于2020-12-05） （中文（繁體））.
2. ↑  . 戴德梁行.   [2011-09-19] （英语）.[永久]
3. ↑   (PDF). 《戴德梁行新闻稿》. 2017-02-06  [2020-08-25]. （原始内容 (PDF)存档于2022-03-31） （中文（繁體））.

## 外部連結
- CUSHMANWAKEFIELD.com （页面存档备份，存于）